# ویرنا ژاندیروبا
ویرنا ژاندیروبا (انگلیسی: Virna Jandiroba؛ زادهٔ ۳۰ مهٔ ۱۹۸۸) ورزشکار هنرهای رزمی ترکیبی اهل برزیل است. وی از سال ۲۰۱۳ میلادی تاکنون مشغول فعالیت بوده‌است.